# Martin Maraggia
Martin Maraggia (* 1938 oder 1939; † 12. November 2023) war ein Schweizer Manager und Sportfunktionär.

## Leben
Maraggia war als Manager für verschiedene Unternehmen der Fahrzeugbranche tätig und war seit Mai 2012 Präsident der Auto-Center Thun AG. Er war auch Präsident des Schweizerischen Caravangewerbe-Verbands.
Maraggia war wohnhaft in Thun, sein Bürgerort war Bern. Er starb am 12. November 2023.

## Sportfunktionär
Maraggia wurde 1999 Präsident des Fussballvereins BSC Young Boys, der sich in finanziellen Schwierigkeiten befand. Mit Hilfe des Investors Walter Theiler aus Luzern konnte er den finanziellen Ruin des Fussballvereins abwenden. Im November 2000 trat Maraggia auf Druck von Theiler zurück, blieb aber Präsident der YB-Donatorenvereinigung.
Der Fussballverein BSC Young Boys ernannte Maraggia 2009 zum Ehrenmitglied.